# Inicjatywa z Baku
Inicjatywa z Baku (Baku Initiative) to międzynarodowa inicjatywa Unii Europejskiej polegająca na politycznym dialogu w sprawie współpracy w dziedzinie energii i transportu pomiędzy Unią Europejską, krajami położonymi nad Morzem Czarnym, Morzem Kaspijskim i ich sąsiadami, podjęta jako część programu INOGATE (energia) oraz programu TRACECA (transport).
Państwami uczestniczącymi w Inicjatywie z Baku w sprawach dotyczących energii są:
- Armenia
- Azerbejdżan
- Białoruś
- Gruzja
- Kazachstan
- Kirgistan
- Mołdawia
- Rosja (ma jedynie status obserwatora)
- Tadżykistan
- Turcja
- Turkmenistan
- Ukraina
- Uzbekistan

Jeśli chodzi o transport to uczestnikami są powyższe państwa bez Rosji, ale z Rumunią i Bułgarią.